# Kasper Grotowski
Kasper Grotowski herbu Rawicz – sędzia ziemski rawski w 1767 roku, podstarości sochaczewski, podstoli sochaczewski w 1749 roku, sędzia grodzki rawski.

## Życiorys
Elektor Stanisława Augusta Poniatowskiego z województwa rawskiego. Poseł na sejm 1766 roku z województwa rawskiego. W załączniku do depeszy z 2 października 1767 roku do prezydenta Kolegium Spraw Zagranicznych Imperium Rosyjskiego Nikity Panina, poseł rosyjski Nikołaj Repnin określił go jako posła wrogiego realizacji rosyjskich planów na sejmie 1767 roku, poseł ziemi rawskiej na sejm 1767 roku.